# Navas de San Antonio
Navas de San Antonio es un municipio y localidad española de la provincia de Segovia, en la comunidad autónoma de Castilla y León. El término municipal tiene una población de 366 habitantes (INE 2024).

## Geografía
| Noroeste: Ituero y Lama                              | Norte: Zarzuela del Monte          | Noreste: Vegas de Matute                           |
| Oeste: Villacastín                                   |                                    | Este: El Espinar                                   |
| Suroeste: Villacastín, Las Navas del Marqués (Ávila) | Sur: Las Navas del Marqués (Ávila) | Sureste: El Espinar, Las Navas del Marqués (Ávila) |

## Demografía
Cuenta con una población de 366 habitantes (INE 2024).
| Gráfica de evolución demográfica de Navas de San Antonio entre 1828 y 2021 |
| |
| Población según el Diccionario geográfico-estadístico de España y Portugal de Sebastián Miñano. Población de derecho según los censos de población del INE. Población de hecho según los censos de población del INE. |

## Transporte
- Situado a 75,6 km de Madrid, la N-6 cruza la localidad y la A-6 el municipio con una duración del trayecto ronda los 55 min sin tráfico.
- Servicio de autobuses Madrid-Ávila (Autocares Jiménez Dorado).[3]

## Símbolos
El escudo heráldico que representa al municipio se blasona de la siguiente manera:

Escudo medio partido. Primero de oro con la imagen de San Antonio del Cerro de sus colores. Segundo, de sinople, con tres espigas de oro. Tercero, de gules con el acueducto de plata sobre peñascos de los mismos. Timbrado de la Corona Real Española.
Boletín Oficial de Castilla y León n.º 107/1993 de 08 de junio de 1993

La descripción textual de la bandera es la siguiente:

Bandera fajada de verde, amarillo y gris y brochante al centro el escudo municipal en sus colores.
Boletín Oficial de Castilla y León n.º 107/1993 de 8 de junio de 1993

## Administración y política
Lista de alcaldes
| Periodo   | Nombre                       | Partido   |
| --------- | ---------------------------- | --------- |
| 1979-1983 | Alejandro Polo Ruiz          | UCD       |
| 1983-1987 | Rufino Extremo Hernanz       | AP-PDP-UL |

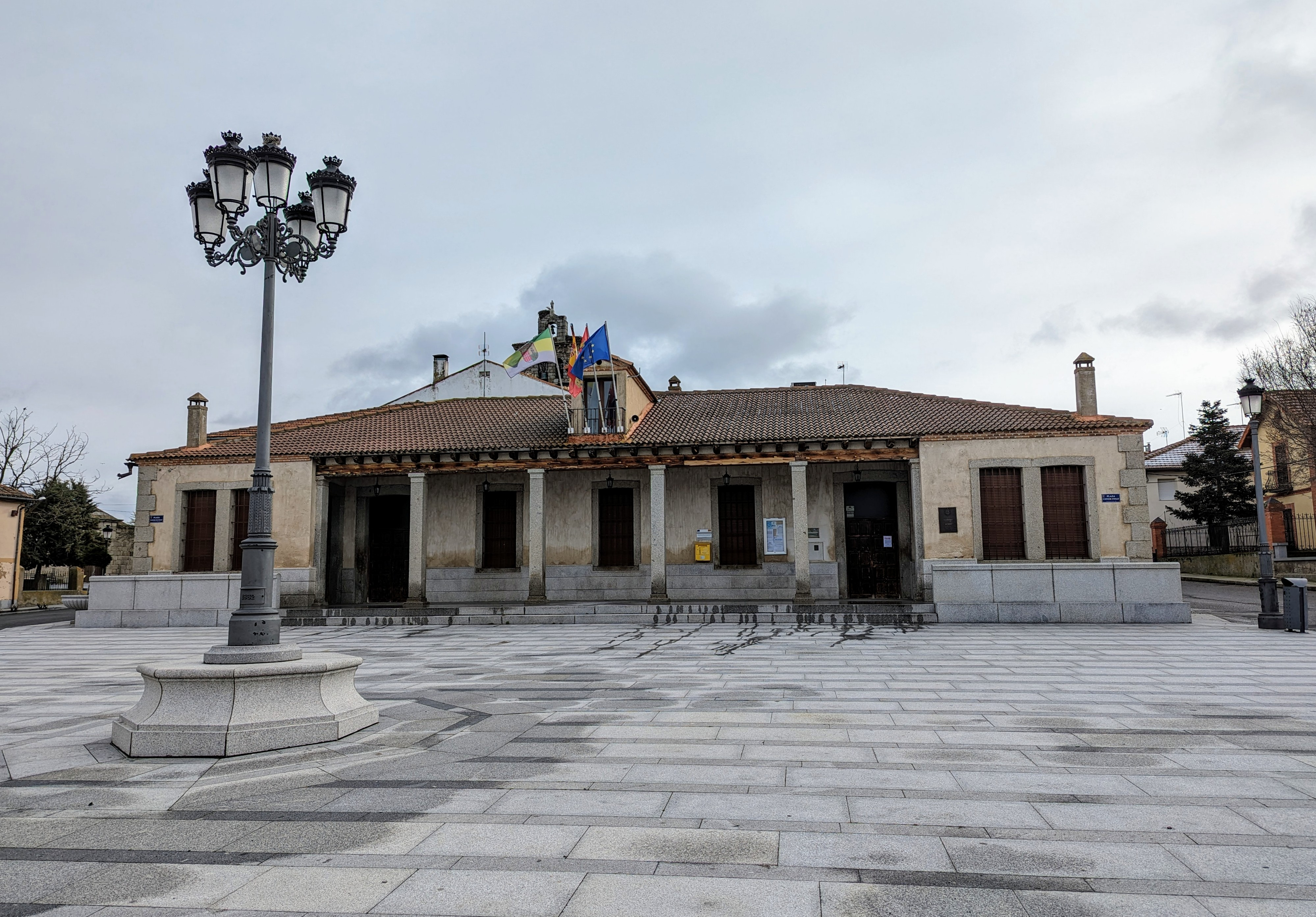
Casa consistorial

| 1987-1991 | Honorio García González      | CDS       |
| 1991-1995 | María Dolores Martín Extremo | PSOE      |
| 1995-1999 | María Dolores Martín Extremo | PSOE      |
| 1999-2003 | Luis Miguel Pérez Ayuso      | PP        |
| 2003-2007 | Luis Miguel Pérez Ayuso      | PP        |
| 2007-2011 | Luis Miguel Pérez Ayuso      | PP        |
| 2011-2015 | Luis Miguel Pérez Ayuso      | PP        |
| 2015-2019 | Luis Miguel Pérez Ayuso      | PP        |
| 2019-2023 | Luis Miguel Pérez Ayuso      | PP        |
| 2023-act. | Luis Miguel Pérez Ayuso      | PP        |

## Patrimonio

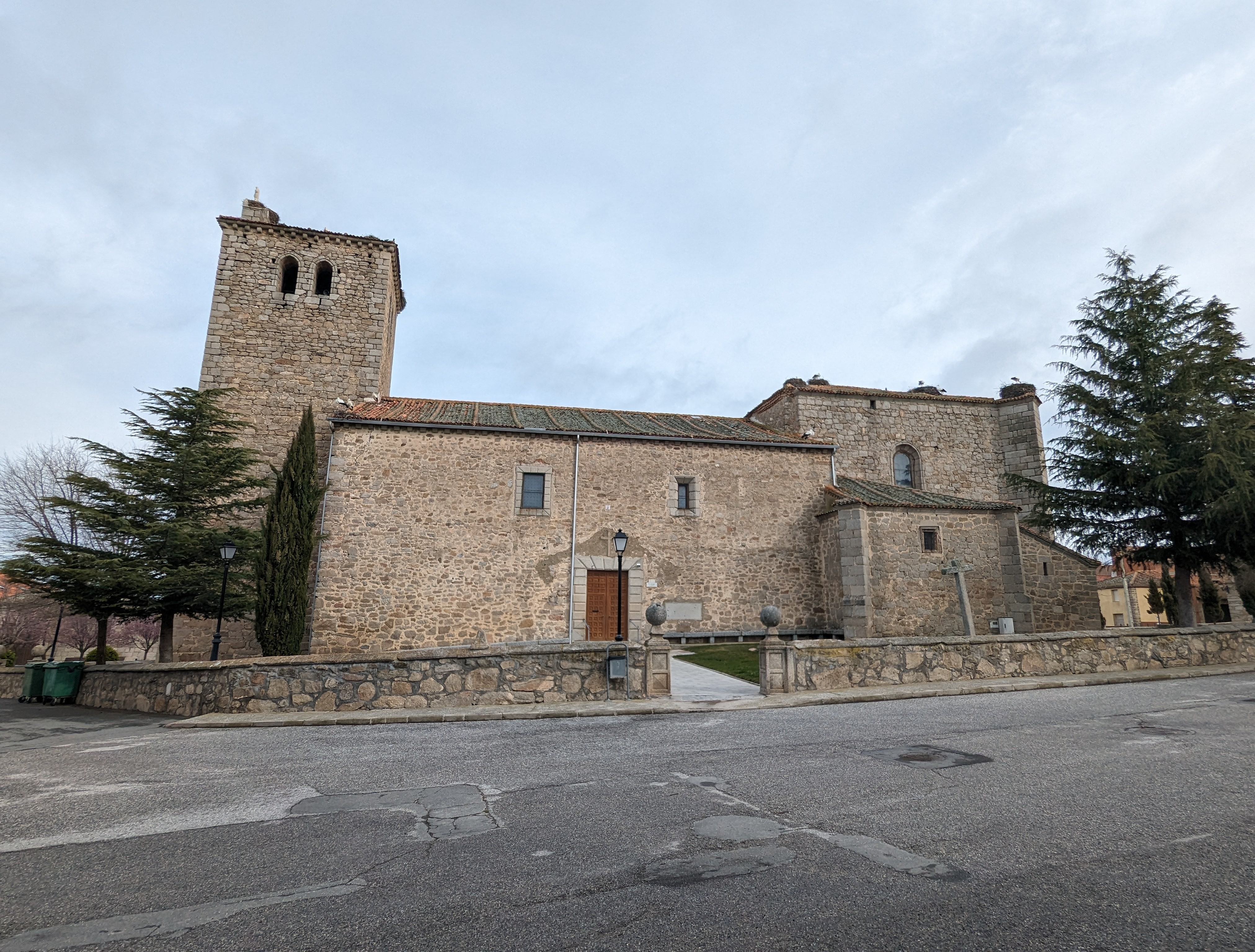
Iglesia de San Nicolás de Bari

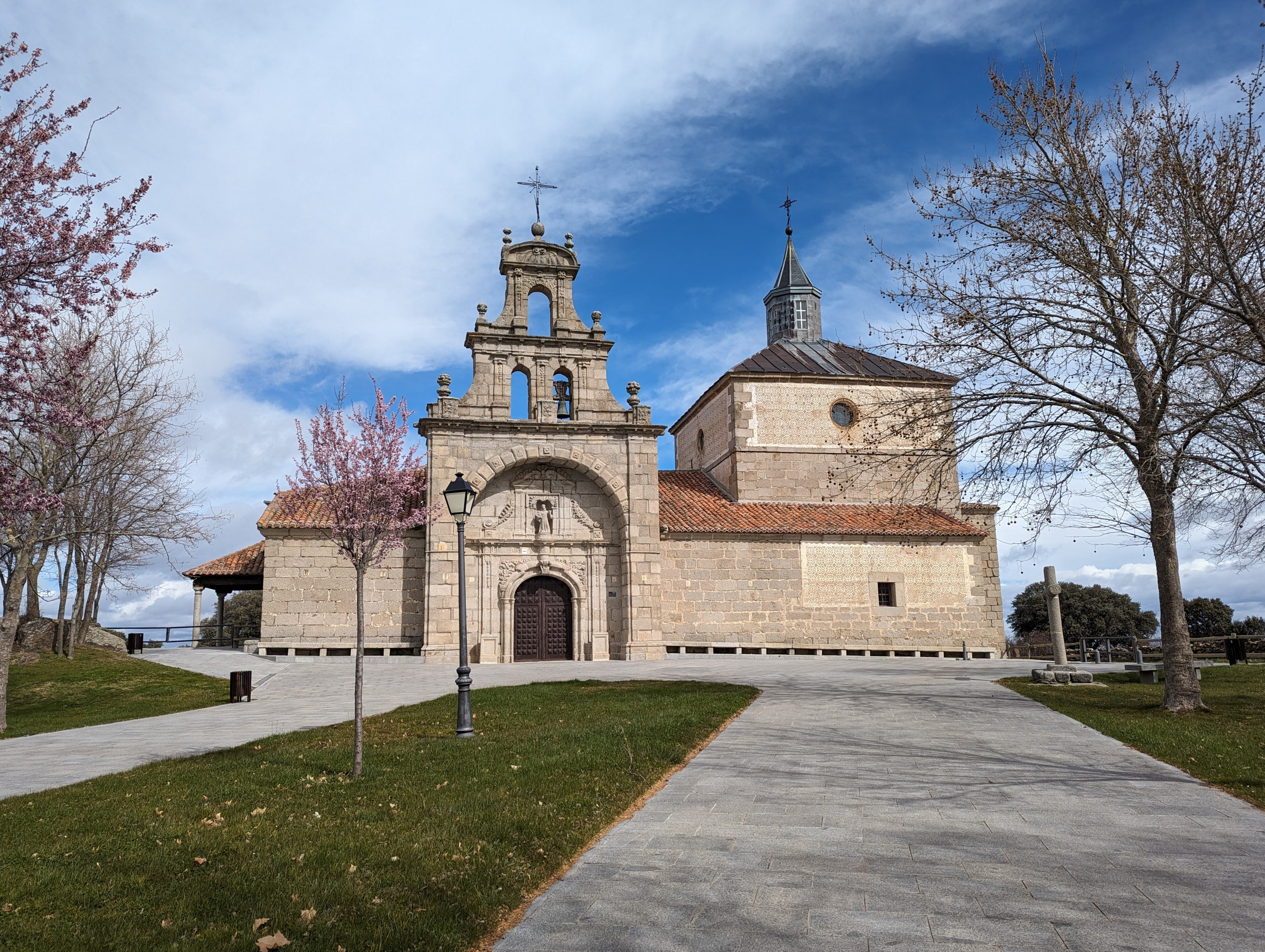
Ermita de San Antonio

En el municipio se halla la ermita de San Antonio del Cerro, sita a 3 km del núcleo urbano.